# Jessica von Bredow-Werndl
Jessica von Bredow-Werndl (16 de fevereiro de 1986) é uma ginete de elite alemã, campeã olímpica.

## Carreira
Jessica von Bredow-Werndl conquistou duas medalhas de ouro nos Jogos Olímpicos de Verão de 2020 em Tóquio, nas provas por equipes e individual, ao lado de sua égua TSF Dalera, e de suas companheiras Dorothee Schneider e Isabell Werth.